# Synopeas tripartitum
Synopeas tripartitum är en stekelart som först beskrevs av Jean-Jacques Kieffer 1917.  Synopeas tripartitum ingår i släktet Synopeas och familjen gallmyggesteklar. Inga underarter finns listade i Catalogue of Life.